# Перетятько Григорій Гордійович
Григо́рій Горді́йович Перетя́тько (1926, село Війтовці, тепер Супоївка Яготинського району Київської області — 13 грудня 1974, загинув у автомобільній катастрофі) — український радянський діяч, голова Ворошиловградської обласної ради професійних спілок. Член ЦК КПУ в 1971—1974 р. Кандидат технічних наук.

## Біографія
Народився в селянській родині. Трудову діяльність розпочав у 1945 році вибійником шахти.
Закінчив Кадіївський гірничий технікум. Працював помічником начальника, начальником дільниці шахти № 1—1-біс «Криворіжжя» тресту «Кадіїввугілля» Ворошиловградської області.
У 1958 році закінчив Вищі інженерні курси при Дніпропетровському гірничому інституті.
У 1958—1963 роках — помічник, заступник головного інженера, головний інженер, начальник шахти «Черкаська-Північна» № 2.
Член КПРС з 1962 року.
У 1963—1973 роках — директор шахти «Лутугинська» (шахтоуправління імені Леніна) комбінату «Луганськвугілля» Луганської області.
У 1973 — 13 грудня 1974 року — голова Ворошиловградської обласної ради професійних спілок.
Трагічно загинув у автомобільній катастрофі. Похований у місті Ворошиловграді (Лугаанську).

## Нагороди
- орден Леніна
- орден «Знак Пошани»
- медалі